# HD111421
HD111421 — хімічно пекулярна зоря спектрального класу A5, що має видиму зоряну величину в смузі V приблизно  6,3.
Вона  розташована на відстані близько 463,3 світлових років від Сонця.

## Фізичні характеристики
Зоря HD111421 обертається 
досить швидко 
навколо своєї осі. Проєкція її екваторіальної швидкості на промінь зору становить  Vsin(i)= 57км/сек.